# Archibald DeB. Johnson
Archibald DeBaun Johnson (* 3. November 1898 in Mexiko; † 30. Januar 1982 in Wynnewood) war ein amerikanischer Manager. Er war in den 1970er-Jahren Präsident der Penn Central Company.

## Leben
Archibald DeB. Johnson wuchs als Sohn eines Missionars in Mexiko auf. Seine erste Schulausbildung erhielt er durch Privatlehrer. 1914 begann er sein Studium an der Princeton University, das er 1919 abschloss. 
Seinen Wehrdienst im Ersten Weltkrieg leistete er im Student Army Training Corps.
Nach seinem Abschluss begann er eine Tätigkeit bei der Philadelphia National Bank. Hier stieg er bis zum Vice President auf. 1963 verließ er die Bank und wurde Präsident der Philadelphia Transportation Company, einem Nahverkehrsunternehmen in Philadelphia.
Im Herbst 1970 wurde er zum secretary-treasurer (Finanzdirektor) der in Insolvenz befindlichen Penn Central Company gewählt. Nachdem Rücktritt von Gaylord P. Harnwell wurde er am 24. März 1971 Chairman, Chief Executive Officer und President der Gesellschaft. In der Folgezeit war seine Hauptaktivität im Rahmen der Möglichkeiten des Konkursverfahrens den Wert des Unternehmens zu sichern. So stritt er gegen die von den Konkursverwaltern beabsichtigte Ausgliederung des Tochterunternehmens Pennsylvania Company aus dem Konzern. Mit dem Ende des Insolvenzverfahrens am 24. Oktober 1978 endete auch seine Tätigkeit für das Unternehmen.
Er starb am 30. Januar 1982 in Wynnewood, Pennsylvania. Er ist im Chapel Garden der Bryn Mawr Presbyterian Church begraben.
Er war verheiratet und hatte zwei Kinder.